# Orquesta de Cámara de Basilea

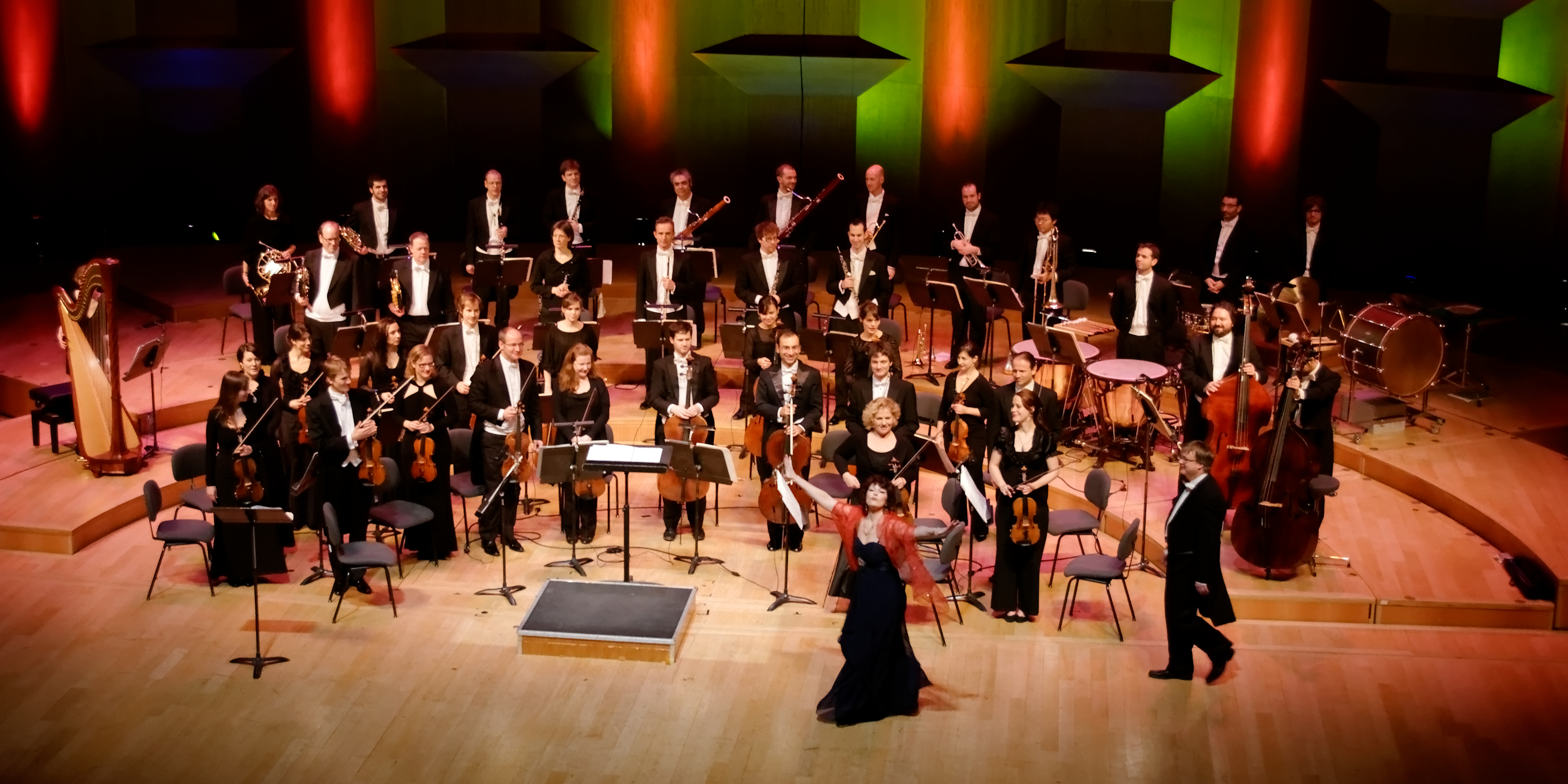
Orquesta de Cámara de Basilea, Auditorio Maurice Ravel (2013)

La Orquesta de Cámara de Basilea (Basler Kammerorchester) es una orquesta sinfónica con una plantilla básica de una treintena de músicos fundada en Basilea en 1926 por Paul Sacher.

## Trayectoria
Aunque su repertorio incluye obras desde el siglo XVIII, es especialmente conocida por haber jugado un papel destacado en la creación y promoción del repertorio moderno y contemporáneo del siglo XX.
En 1984, graduados de varias academias musicales suizas remozaron la orquesta. Con sus programas que combinan música antigua y contemporánea, esta orquesta perpetúa una tradición establecida con éxito en Basilea por el director Paul Sacher. En los últimos años, en numerosos festivales de música, la orquesta se ha ganado una reputación internacional. Actúa regularmente en renombradas salas de conciertos europeas, especialmente en Londres, Ámsterdam, Colonia, Berlín, Zúrich, Múnich, Viena, Valencia o París.
La orquesta colabora de forma continua con los directores Giovanni Antonini, David Stern, Paul McCreesh, Kristjan Järvi y Paul Goodwin. La presentación completa de las Sinfonías de Beethoven y su grabación bajo la dirección de Giovanni Antonini constituye un punto fuerte de las actividades de la orquesta.
Desde julio de 2007 el Crédit Suisse es el principal patrocinador y socio de la orquesta.
En los últimos años, ha recibido el primer Premio Junge Ohren por el proyecto de mediación musical Windrose en colaboración con los proyectos educativos de la región de Basilea (2007). Se le otorgó el premio ECHO Klassik por la grabación de las Sinfonías n 3 y n 4 de Beethoven, bajo la dirección de Giovanni Antonini, en la categoría “Conjunto/Orquesta del año 2008”.

## Estrenos[2]
- Música para cuerda, percusión y celesta de Béla Bartók (1937)
- Juana de Arco en la hoguera de Arthur Honegger (1938)
- Divertimento de Béla Bartok (1940)
- Concierto doble para cuerdas, piano y timbales de Bohuslav Martinů (1940)
- Concierto para orquesta de cuerdas de Igor Stravinsky (1947)